# 송우초등학교 (광주)
송우초등학교는 대한민국 광주광역시 광산구 우산동에 있는 공립 초등학교이다.

## 학교 연혁
- 1992년 3월 1일: 송정우산국민학교 개교
- 1996년 3월 1일: 송정우산초등학교로 개칭
- 1999년 9월 1일: 송우초등학교로 변경

## 참고 자료
- 송우초등학교 - 한국교육학술정보원 학교알리미